# Scolecodothis hypophylla
Scolecodothis hypophylla är en svampart som först beskrevs av Ferdinand Theissen, och fick sitt nu gällande namn av Theiss. & Syd. 1914. Scolecodothis hypophylla ingår i släktet Scolecodothis och familjen Phyllachoraceae.   Inga underarter finns listade i Catalogue of Life.